# 藤原绥子
藤原绥子（974年—1004年2月29日），是日本平安时代中期三条天皇的嫔御之一。父藤原兼家，母从三位藤原国章之女对之御方。

## 人物生平
藤原绥子是藤原兼家的第三个女儿，母亲非正妻，故为庶女。永观二年（984年），时年11岁的绥子入宫，担任后宫内侍所的长官尚侍。绥子有姿色，是个美女。

永延元年（987年）9月，14岁的绥子以尚侍的身份入侍当时12岁的储君居贞亲王，即后来的三条天皇。居贞亲王之母藤原超子为藤原绥子的异母长姐，故绥子是居贞亲王的姨母。成为东宫妾室后，绥子居住在后宫的丽景殿。

绥子入宫后有宠，某年夏天，东宫给了一块冰块给绥子，并说：“如果你深爱我的话，就捧着它等待我的命令。”绥子于是捧着冰块，手都冻紫了。

大约在长德年间（995年~999年），绥子与参议源赖定私通。事情暴露后，绥子失寵，回到了私宅土御门殿。东宫怀疑她和源赖定之间有了野种，于是叫舅舅藤原道长前去查证，结果绥子果然怀孕了。东宫虽然从此非常厌恶她，但因为她是自己的姨母，为了不败坏外祖父藤原兼家的名声，也只能置之不理。但与绥子私通的源赖定却在三条天皇在位期间不得升殿。

宽弘元年（1004年）2月，绥子薨，享年三十一。生前最高位不确切，按《日本纪略》则为从二位，无明确记载授予时间。按《一代要记》则为正二位，授予时间为长保元年正月。

## 子女
相传绥子与源赖定私通所生的孩子，即日后的僧都赖贤。